# Approssimazione dello stato stazionario
In cinetica chimica l'approssimazione dello stato stazionario (nota anche come approssimazione dello stato quasi-stazionario, non trattandosi di uno stato stazionario vero e proprio) è un'assunzione esemplificativa che spesso si utilizza nella formulazione della legge cinetica di reazioni complesse che implicano la presenza di più intermedi. Tale assunzione consiste nel considerare la variazione della concentrazione di tali intermedi costante nel tempo, presupposto che risulta teoricamente valido quando l'intermedio, una volta formatosi, dà velocemente origine ai prodotti.

## Stato stazionario
Si consideri ad esempio la reazione:
{\displaystyle A\rightarrow I\rightarrow B}
in cui è presente un solo intermedio; la trattazione può essere analogamente estesa anche a più intermedi eventualmente presenti.
La velocità di formazione del prodotto B risulta:
{\displaystyle {\frac {\operatorname {d} [B]}{\operatorname {d} t}}=k_{2}[I]}
dove {\displaystyle k_{2}} è la costante cinetica della reazione {\displaystyle I\rightarrow B}.
La concentrazione dell'intermedio di reazione si ricava tenendo conto che esso si forma a spese di A, mentre viene consumato a favore del prodotto finale B. Quindi si ha:
{\displaystyle {\frac {\operatorname {d} [I]}{\operatorname {d} t}}=k_{1}[A]-k_{2}[I]}
dove {\displaystyle k_{1}} è la costante cinetica della reazione {\displaystyle A\rightarrow I}.
A questo punto, piuttosto che procedere con laboriose risoluzioni analitiche delle equazioni differenziali, che tra l'altro producono un'espressione finale non molto pratica da utilizzare, è possibile introdurre l'approssimazione dello stato stazionario, ovvero si considera la concentrazione dell'intermedio indipendente dal tempo:
{\displaystyle {\frac {\operatorname {d} [I]}{\operatorname {d} t}}\approx \ 0}
che è teoricamente consistente quando {\displaystyle {\frac {k_{1}}{k_{2}}}\ll \ 1}. Ciò implica che:
{\displaystyle k_{1}[A]-k_{2}[I]=0}
da cui si ricava:
{\displaystyle [I]={\frac {k_{1}}{k_{2}}}[A]}.
Sostituendo questo valore di [I] appena ricavato nell'equazione
{\displaystyle {\frac {\operatorname {d} [B]}{\operatorname {d} t}}=k_{2}[I]}
si ottiene:
{\displaystyle {\frac {\operatorname {d} [B]}{\operatorname {d} t}}=k_{1}[A]}
e considerando la cinetica del primo ordine della reazione {\displaystyle A\rightarrow I} e integrando tra il tempo t=0 e t, si ottiene:
{\displaystyle [B]=[A_{0}]\left(1-\mathrm {e} ^{-k_{1}t}\right)}
dove [A0] è la concentrazione iniziale di A. L'equazione cinetica per la concentrazione di B ottenuta integrando numericamente senza l'approssimazione introdotta è:
{\displaystyle [B]=[A_{0}]\left(1+{\frac {k_{1}\mathrm {e} ^{-k_{2}t}-k_{2}e^{-k_{1}t}}{K_{2}-K_{1}}}\right)},
da notare come questa si semplifichi a quella ottenuta con l'approssimazione introdotta quando {\displaystyle k_{2}\gg \ k_{1}}.